# Mengeš
Mengeš (njemački: Mansburg) je grad i središte istoimene općine u središnjoj Sloveniji, sjeverno od Ljubljane. Grad pripada pokrajini Gorenjskoj i statističkoj regiji Središnja Slovenija.

## Stanovištvo
Prema popisu stanovništva iz 2002. godine Mengeš je imao 5557 stanovnika.

### Poznate osobe
- Janez Trdina rođen je u Mengešu.

## Vanjske poveznice
- Službena stranica općine
- Satelitska snimka grada  Arhivirana inačica izvorne stranice od 29. srpnja 2017. (Wayback Machine)